# Maurice Risch
Maurice Risch (París, 25 de gener de 1943) és un actor de teatre i cinema francès.

## Filmografia
- El gran restaurant (1966)
- Vacances d'estiu (Les grandes vacances) (1967)
- L'ou (1972)
- La zizanie (1978)
- El gendarme i els extraterrestres (Le gendarme et les Extra-terrestres) (1979)
- Le Dernier métro (1980)
- El cop de paraigua (1980)
- L'ombra roja (1981)
- El gendarme i les gendarmes (Le Gendarme et les Gendarmettes)(1982)